# District de Gomati
Le district de Gomati est un district de l'État du Tripura, en Inde.

## Géographie
Son chef-lieu est la ville de Udaipur. 